# Águilas de Guachupita
Las Águilas de Guachupita es un equipo de baloncesto femenino que participa en la Liga Nacional de Baloncesto Femenino con sede en Santo Domingo, Distrito Nacional, República Dominicana. Las Reinas juegan sus partidos como local en el Polideportivo Rafael Barias.

## Historia
El equipo comenzó su participación en la Liga Nacional de Baloncesto Femenino en 2016, en la primera temporada de la liga. Su primer partido en la liga, las Águilas lo disputaron el sábado 28 de mayo de 2016, en el Polideportivo San Carlos donde derrotaron a las Reinas del Este con un marcador de 76 por 71. En la fase regular terminaron en la cuarta posición con un récord de 6-4, clasificando a las semifinales de la liga, siendo derrotadas por las Olímpicas de La Vega 2 juegos a 1.

## Trayectoria
Nota: G: Partidos ganados; P: Partidos perdidos; %: Porcentaje de victorias
| Año                   | Posición | G | P  | %    | Playoffs               | Resultado              |
| --------------------- | -------- | - | -- | ---- | ---------------------- | ---------------------- |
| Águilas de Guachupita |          |   |    |      |                        |                        |
| 2016                  | 4ª       | 6 | 4  | .600 | Pierde las Semifinales | Olímpicas 2, Águilas 1 |
| 2017                  | 6ª       | 1 | 9  | .100 | —                      | —                      |
| Totales               | Totales  | 7 | 13 | .350 |                        |                        |
| Playoffs              | Playoffs | 1 | 2  | .333 | 0 Campeonatos          | 0 Campeonatos          |